# 10916 Okina-Ouna
10916 Okina-Ouna este un asteroid din centura principală, descoperit pe 31 decembrie 1997, de Naoto Satō.